# Sabiñánigo
Sabiñánigo (en aragonais Samianigo) est une commune d'Espagne située dans la province de Huesca (communauté autonome d'Aragon). L'agglomération se situe à 780 mètres d'altitude et se trouve à 48 kilomètres au nord de Huesca. Elle compte 9 185 habitants en 2020. D'une superficie de 586,8 km2, c'est la commune la plus grande de la province de Huesca et la troisième d'Aragon après Saragosse et Ejea de los Caballeros.
La commune regroupe de nombreux villages, dont une grande partie ont été abandonnés au cours du XXe siècle : Abellada, Abenilla, Acumuer, Aineto, Allué, Arguisal, Arraso, Arruaba, Arto, Artosilla, Aspés, Asqués, Asún, Atós Alto, Atós Bajo, Aurín, Ayes, Bara, Barangua, Belarra, Bentué de Nocito, Bolás, Borrés, Campares, Cartirana, Castillo de Guarga, Castillo de Lerés, Ceresola, Gésera, Gillué, Grasa, Hostal de Ipiés, Ibort, Ipiés, Isún de Basa, Laguarta, Lanave, Lárrede, Larrés, Lasaosa, Lasieso, Latas, Latrás, Layés, Molino de Villobas, Ordovés, Orna de Gállego, Osán, Pardinilla, El Puente de Sabiñanigo, Rapún, Sabiñánigo Alto, Sabiñánigo Bajo, San Esteban de Guarga, San Román de Basa, Sandiás, Santa María de Perula, Sardás, Sasal, Satué, Senegüé, Solanilla, Sorripas, Used, Villacampa et Yéspola.

## Géographie
Le territoire de la commune se situe dans le massif montagneux des Pyrénées :
| \| Sabiñánigo \| Géolocalisation sur la carte des Pyrénées |
| Sabiñánigo                                                 |

Administrativement, la localité se trouve au nord de l'Aragon dans la comarque de l'Alto Gállego.

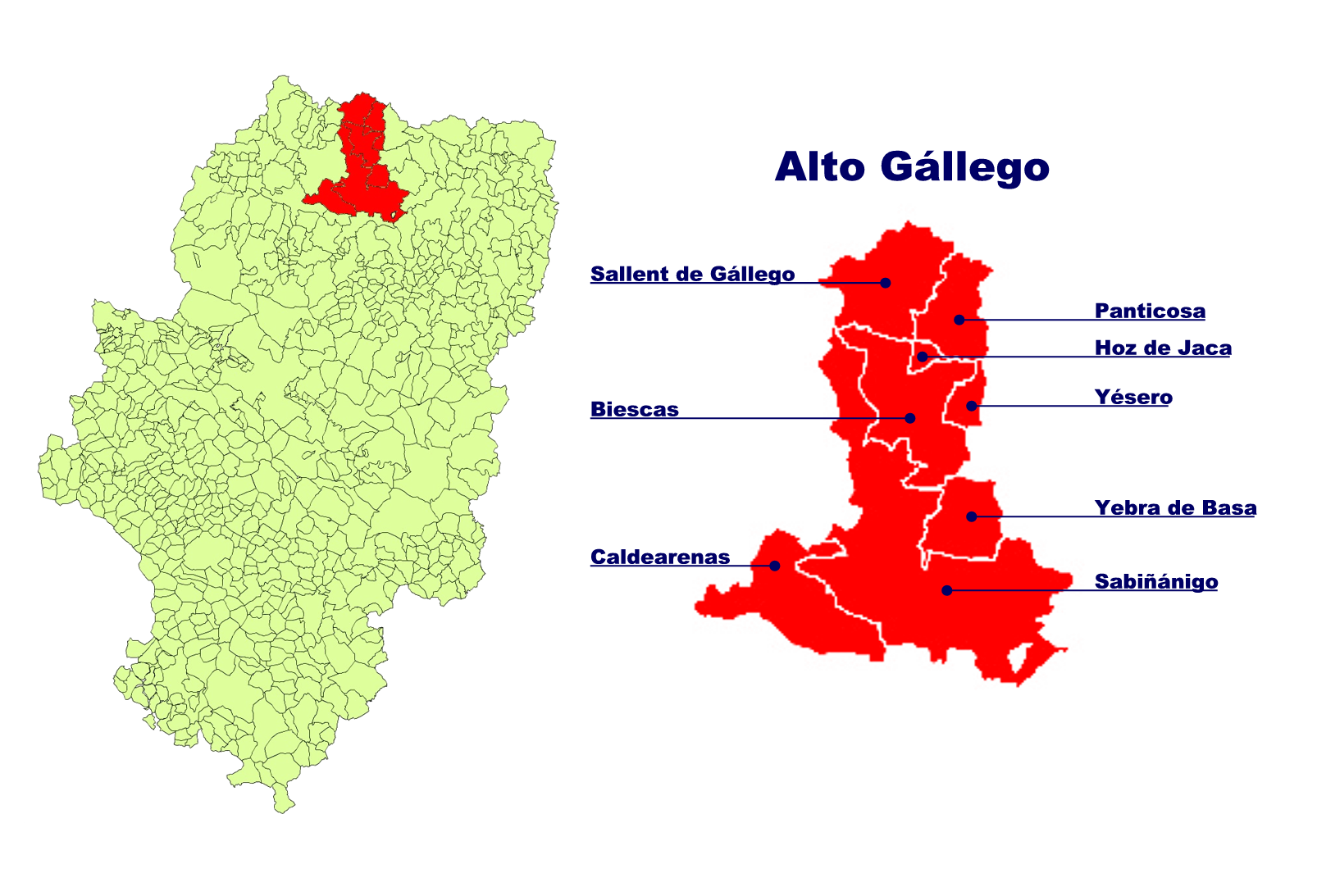
Territoire des communes en la comarque de l'Alto Gállego (zone rouge, reste de l'Aragon en vert clair).

## Jumelages
Billère (France) depuis 1989
 Petersberg (Allemagne)
 Breitungen/Werra (Allemagne)
 Cisek (Pologne)

## Administration
| Période | Période | Identité                      | Étiquette | Qualité |
| ------- | ------- | ----------------------------- | --------- | ------- |
| 1979    | 1983    | Antonio Ferrer Piedrafita     | UCD       |         |
| 1983    | 1987    | Luis Giménez Buesa            | PAR       |         |
| 1987    | 1991    | Antonio Calvo Lasierra        | PSOE      |         |
| 1991    | 1995    | Antonio Calvo Lasierra        | PSOE      |         |
| 1995    | 1999    | Carlos Javier Iglesias Estaún | PSOE      |         |
| 1999    | 2003    | Carlos Javier Iglesias Estaún | PSOE      |         |
| 2003    | 2007    | Carlos Javier Iglesias Estaún | PSOE      |         |
| 2007    | 2011    | Jesús Timoteo Lasierra Asín   | PSOE      |         |
| 2011    | 2015    | Jesús Timoteo Lasierra Asín   | PSOE      |         |
| 2015    | 2018    | Jesús Timoteo Lasierra Asín   | PSOE      |         |
| 2018    | 2019    | Berta Fernández Pueyo         | PSOE      |         |
| 2019    | 2023    | Berta Fernández Pueyo         | PSOE      |         |

## Démographie
| Évolution démographique | Évolution démographique | Évolution démographique | Évolution démographique | Évolution démographique | Évolution démographique | Évolution démographique | Évolution démographique | Évolution démographique | Évolution démographique | Évolution démographique | Évolution démographique | Évolution démographique | Évolution démographique | Évolution démographique | Évolution démographique | Évolution démographique | Évolution démographique |
| 1842                    | 1857                    | 1860                    | 1877                    | 1887                    | 1897                    | 1900                    | 1910                    | 1920                    | 1930                    | 1940                    | 1950                    | 1960                    | 1970                    | 1981                    | 1991                    | 2001                    | 2011                    |
| ----------------------- | ----------------------- | ----------------------- | ----------------------- | ----------------------- | ----------------------- | ----------------------- | ----------------------- | ----------------------- | ----------------------- | ----------------------- | ----------------------- | ----------------------- | ----------------------- | ----------------------- | ----------------------- | ----------------------- | ----------------------- |
| 148                     | ..                      | ..                      | 273                     | 231                     | 251                     | 264                     | 329                     | 702                     | 1 345                   | 1 800                   | 2 249                   | 5 638                   | 8 293                   | 9 097                   | 9 056                   | 8 578                   | 10 164                  |

## Sports

### Arrivées du Tour d'Espagne
Deux arrivées du Tour d'Espagne ont eu lieu dans cette commune. En 1998 et en 2008, respectivement remportées par Andrei Zintchenko et Greg Van Avermaet.